# Elisabeth av Bayern (1837–1898)

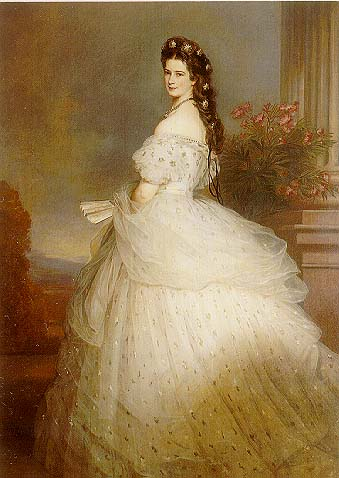
Elisabeth av Österrike-Ungern (målning av Franz Xaver Winterhalter).

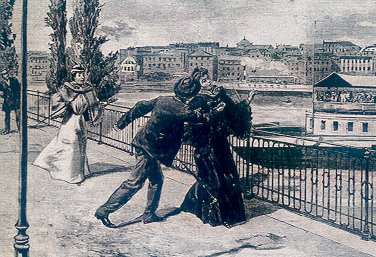
En konstnärs tolkning av mordet på kejsarinnan Elisabeth.

Elisabeth, kejsarinna av Österrike, drottning av Ungern, född hertiginna i Bayern, kallad Sisi, i Ungern Erzsébet, född 24 december 1837 i München i Bayern, död (mördad) 10 september 1898 i Genève i Schweiz, var från 1854 kejsarinna av Österrike och från 1867 drottning av Ungern. 

## Biografi

### Livet som kejsarinna
Elisabeth Amalie Eugenie var dotter till hertig Maximilian av Bayern och prinsessan Ludovika av Bayern. Hon gifte sig med sin kusin Frans Josef I av Österrike den 24 april 1854 i Wien. Genom sin mor var hon även kusin med drottning Josefina av Sverige och Norge.
På grund av sin rastlösa, neurotiska läggning trivdes hon inte vid det konservativa hovet i Wien och tillbringade därför en stor del av sin tid på resande fot. Mest tillbringade hon sin tid på Korfu och lät där bygga ett palats, Achilleion, till Homeros ära, då hon var mycket förtjust i sagan om Odysseus som sägs ha spolats iland på Korfu efter ett skeppsbrott. 
Hon ansågs vara en av sin tids vackraste kvinnor. Hon var medveten om det och lade ner mycket tid på sitt utseende. Hennes hår nådde ända ner till fötterna, och hon ägnade flera timmar varje morgon åt sin frisyr. Hennes frisör, Franziska Feifalik, följde alltid med henne på hennes vandringar. För att hålla sin kroppsvikt nere bantade hon ofta, och måltiderna vid hovet var så spartanska, att de kejserliga barnen efter middagen for iväg till Hotel Sacher för att få en mer bastant måltid. Moderna forskare har teorier om att hon led av sjukliga ätstörningar.
Hon var inte särskilt intresserad av politik, men vid ett tillfälle grep hon in i politiken, då hon genom sitt stöd åt ungrarna bidrog till försoningen mellan Österrike och Ungern 1867. Hon var mycket populär i både Österrike och Ungern och är det fortfarande.
År 1889 drabbades den kejserliga familjen av en tragedi då Elisabeths son, kronprins Rudolf av Österrike, dog i Mayerlingdramat. Efter denna händelse drog hon sig tillbaka från det mesta av offentliga livet och bar svart resten av sin levnad.

### Mordet
Elisabeth själv attackerades och mördades år 1898 i Genève, av den italienske anarkisten Luigi Lucheni (1873–1910). Han var en stark anhängare av handlingens propaganda och hade rest till Genève för att mörda en annan kunglighet, Hertigen av Orléans, men denne hade ändrat sina resplaner. Han fick då se att kejsarinnan Elisabeth var i staden och ändrade sina planer. När hon var på promenad, på väg till en båt som skulle ta henne till Montreux, stack han henne med en slipad nålfil. Den gick in i hjärtat och lungan, men sällskapet förstod inte allvaret i händelsen. Hon bar en hårt snörd korsett som hindrade blodflödet och kunde fortsätta till båten, där hon senare kollapsade. När korsetten lossades upptäcktes sticket och då hade hon redan förlorat för mycket blod.

## Barn
- Sofie, född 5 mars 1855, död 29 maj 1857
- Gisela av Österrike, född 12 juli 1856, död 27 juli 1932
- Rudolf av Österrike, född 21 augusti 1858, död 30 januari 1889
- Marie Valerie av Österrike, född 22 april 1868, död 6 september 1924

## I populärkulturen
Under 1950-talet spelades flera Sissi-filmer in i Österrike, med Romy Schneider i titelrollen. Filmerna var romantiska dramakomedier som var löst baserade på Elisabeths liv. En musikal, Elisabeth, hade urpremiär 1992. 
Barnprogrammet Prinsessan Sissi bygger på Elisabeths liv, även om flera detaljer har ändrats på grund av att programmet har en yngre publik som målgrupp.
Kejsarinnan dramaserie från 2022 f med Devrim Lingnau i rollen som Sissi